# 谢姆里-谢埃里
谢姆里-谢埃里（法語：Chémery-Chéhéry，法語發音：[ʃemʁi ʃe.eʁi]）是法国阿登省的一个市镇，属于色当区。该市镇于2016年由原市镇巴尔河畔谢姆里和谢埃里合并而成。

## 地理
谢姆里-谢埃里（49°36'3"N, 4°52'11"E）面积27.79 平方千米，位于法国大東部大區阿登省，该省份为法国北部内陆省份，西接埃纳省，南至马恩省，东临默兹省，北与比利时接壤。
与谢姆里-谢埃里接壤的市镇（或旧市镇、城区）包括：阿尔泰斯勒维维耶、比尔松、迈松塞勒和维莱尔、拉讷维尔阿迈尔、奥米库尔、旺德雷斯、舍沃日、圣艾尼昂。
谢姆里-谢埃里的时区为UTC+01:00、UTC+02:00（夏令时）。

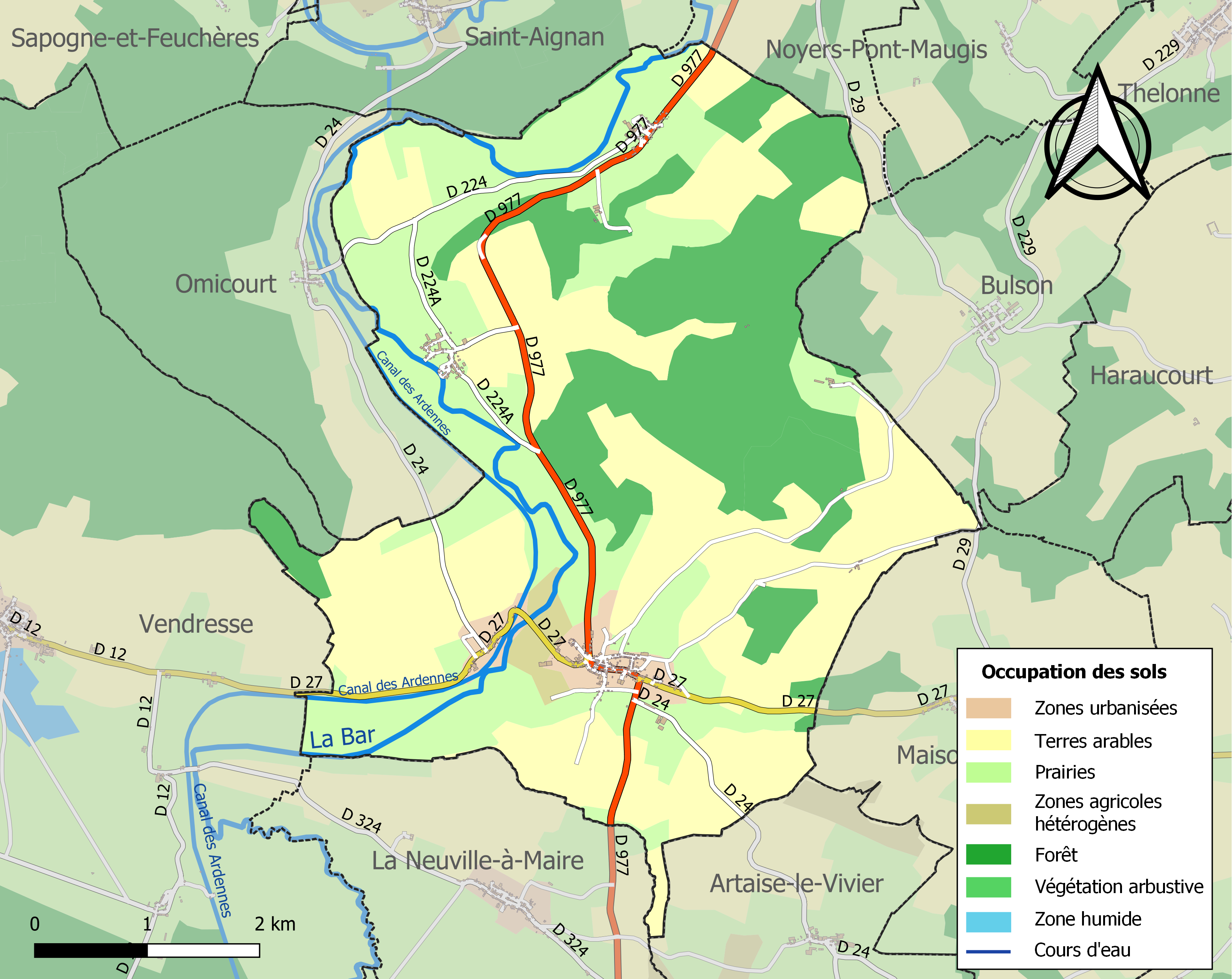
谢姆里-谢埃里的OSM定位图

## 行政
谢姆里-谢埃里的邮政编码为08350、08450，INSEE市镇编码为08115。

## 政治
谢姆里-谢埃里所属的省级选区为武济耶县。

## 人口
谢姆里-谢埃里于2022年1月1日时的人口数量为521人。